# Arrondissement Boulogne-Billancourt
Das Arrondissement Boulogne-Billancourt ist eine Verwaltungseinheit im französischen Département Hauts-de-Seine innerhalb der Region Île-de-France. Verwaltungssitz (Unterpräfektur) ist Boulogne-Billancourt.

## Kantone
Das Arrondissement untergliedert sich in 6 Kantone:
- Boulogne-Billancourt-1
- Boulogne-Billancourt-2
- Clamart (mit 1 von 2 Gemeinden)
- Issy-les-Moulineaux
- Meudon
- Saint-Cloud (mit 2 von 5 Gemeinden)

## Gemeinden
Die Gemeinden des Arrondissements Boulogne-Billancourt sind:
| 1. Boulogne-Billancourt (92012) | 2. Chaville (92022) | 3. Issy-les-Moulineaux (92040) | 4. Marnes-la-Coquette (92047) |
| 5. Meudon (92048)               | 6. Sèvres (92072)   | 7. Vanves (92075)              | 8. Ville-d’Avray (92077)      |

## Neuordnung der Arrondissements 2017

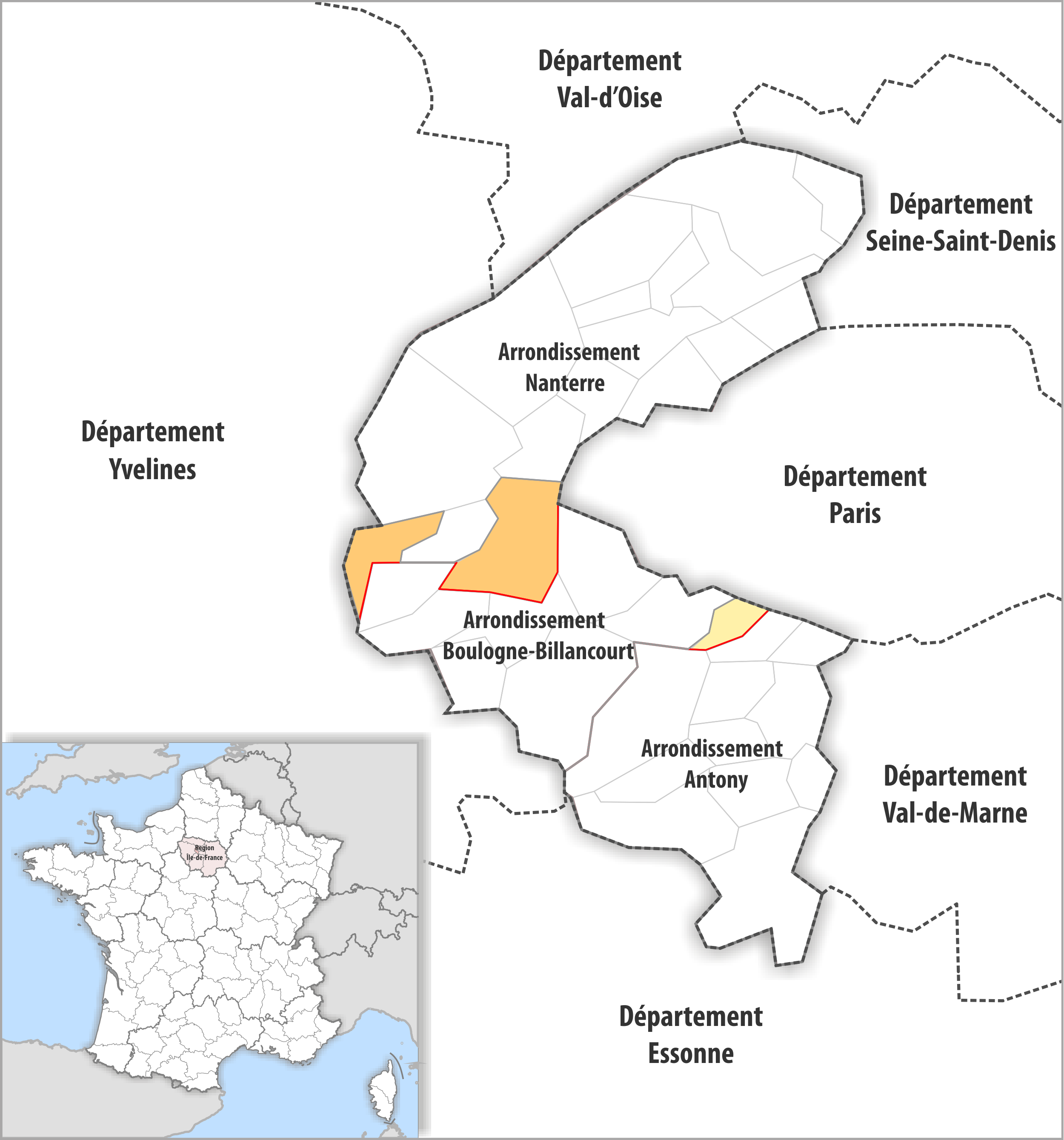
Arrondissementsanpassungen im Jahr 2017

Durch die Neuordnung der Arrondissements im Jahr 2017 wurde die Gemeinde Vanves vom Arrondissement Antony dem Arrondissement Boulogne-Billancourt zugewiesen.
Dafür wechselten die zwei Gemeinden Saint-Cloud und Vaucresson vom Arrondissement Boulogne-Billancourt zum Arrondissement Nanterre.